# Pervyj divizion 2002
La Pervyj divizion 2002 fu l'undicesima edizione della seconda serie del campionato russo di calcio. Vide la vittoria finale del Rubin, che venne promosso in Prem'er-Liga assieme al Černomorec Novorossijsk.

## Stagione

### Novità
Dalla Pervyj divizion 2001 vennero promossi in Prem'er-Liga lo Šinnik e l'Uralan, mentre vennero retrocessi in Vtoroj divizion l'Arsenal Tula, il Baltika e la Lokomotiv Nižnij Novgorod. Dalla Vysšaja Divizion vennero retrocessi il Fakel Voronež e il Černomorec Novorossijsk, mentre dalla Vtoroj divizion vennero promossi la Dinamo San Pietroburgo, lo SKA Rostov e lo SKA-Ėnergija, vincitori dei play-off promozione. Il Fakel Voronež incominciò il campionato con la denominazione "F.K. Voronež", per poi cambiarla nel corso della stagione.

### Formula
Le 18 squadre partecipanti si sono affrontate in un girone all'italiana con partite di andata e ritorno per un totale di 34 giornate: venivano assegnati tre punti per la vittoria, uno per il pareggio e zero per la sconfitta. Le prime due classificate venivano promosse direttamente in Prem'er-Liga, mentre le ultime due classificate venivano retrocesse direttamente in Vtoroj divizion senza alcuno spareggio promozione/retrocessione, e con una riduzione nel numero di retrocessioni in vista dell'allargamento a 22 squadre nella stagione successiva.

## Squadre partecipanti
| Squadra                 | Città           | Stagione precedente                          |
| ----------------------- | --------------- | -------------------------------------------- |
| Amkar Perm'             | Perm'           | 4º posto in Pervyj divizion                  |
| Černomorec Novorossijsk | Novorossijsk    | 16º posto in Vysšaja Divizion                |
| Chimki                  | Chimki          | 12º posto in Pervyj divizion                 |
| Dinamo San Pietroburgo  | San Pietroburgo | 1º posto nel girone ovest di Vtoroj divizion |
| Fakel Voronež           | Voronež         | 15º posto in Vysšaja Divizion                |
| Gazovik-Gazprom         | Iževsk          | 13º posto in Pervyj divizion                 |
| Kristall Smolensk       | Smolensk        | 10º posto in Pervyj divizion                 |
| Kuban'                  | Krasnodar       | 3º posto in Pervyj divizion                  |
| Lada Togliatti          | Togliatti       | 14º posto in Pervyj divizion                 |
| Lokomotiv Čita          | Čita            | 15º posto in Pervyj divizion                 |
| Metallurg Krasnojarsk   | Krasnojarsk     | 9º posto in Pervyj divizion                  |
| Neftechimik             | Nižnekamsk      | 11º posto in Pervyj divizion                 |
| Rubin                   | Kazan'          | 8º posto in Pervyj divizion                  |
| SKA-Ėnergija            | Chabarovsk      | 1º posto nel girone est di Vtoroj divizion   |
| SKA Rostov              | Rostov sul Don  | 1º posto nel girone sud di Vtoroj divizion   |
| Spartak Nal'čik         | Nal'čik         | 5º posto in Pervyj divizion                  |
| Tom' Tomsk              | Tomsk           | 7º posto in Pervyj divizion                  |
| Volgar'-Gazprom         | Astrachan'      | 6º posto in Pervyj divizion                  |

## Classifica finale
|  | Pos. | Squadra                     | Pt | G  | V  | N  | P  | GF | GS | DR  |
|  | ---- | --------------------------- | -- | -- | -- | -- | -- | -- | -- | --- |
|  | 1.   | Rubin                       | 72 | 34 | 22 | 6  | 6  | 51 | 14 | +37 |
|  | 2.   | Černomorec Novorossijsk     | 70 | 34 | 20 | 10 | 4  | 59 | 29 | +30 |
|  | 3.   | Tom' Tomsk                  | 61 | 34 | 17 | 10 | 7  | 51 | 23 | +28 |
|  | 4.   | Kuban'                      | 54 | 34 | 15 | 9  | 10 | 44 | 30 | +14 |
|  | 5.   | Amkar Perm'                 | 54 | 34 | 15 | 9  | 10 | 47 | 31 | +16 |
|  | 6.   | Spartak Nal'čik             | 53 | 34 | 14 | 11 | 9  | 42 | 30 | +12 |
|  | 7.   | Chimki                      | 52 | 34 | 14 | 10 | 10 | 38 | 27 | +11 |
|  | 8.   | Lada Togliatti              | 50 | 34 | 13 | 11 | 10 | 54 | 35 | +19 |
|  | 9.   | Lokomotiv Čita              | 45 | 34 | 12 | 9  | 13 | 38 | 46 | -8  |
|  | 10.  | Kristall Smolensk           | 44 | 34 | 12 | 8  | 14 | 39 | 43 | -4  |
|  | 11.  | Gazovik-Gazprom             | 44 | 34 | 10 | 14 | 10 | 34 | 32 | +2  |
|  | 12.  | SKA-Ėnergija                | 42 | 34 | 10 | 12 | 12 | 35 | 37 | -2  |
|  | 13.  | Fakel Voronež               | 40 | 34 | 10 | 10 | 14 | 34 | 42 | -8  |
|  | 14.  | Neftechimik                 | 38 | 34 | 11 | 5  | 18 | 34 | 49 | -15 |
|  | 15.  | Volgar'-Gazprom             | 36 | 34 | 10 | 6  | 18 | 34 | 51 | -17 |
|  | 16.  | Dinamo San Pietroburgo      | 36 | 34 | 9  | 9  | 16 | 28 | 56 | -28 |
|  | 17.  | SKA Rostov                  | 31 | 34 | 8  | 7  | 19 | 38 | 62 | -24 |
|  | 18.  | Metallurg Krasnojarsk (-24) | -8 | 34 | 4  | 4  | 26 | 24 | 87 | -63 |

Legenda:
      Promossa in Prem'er-Liga 2003.
      Retrocessa in Vtoroj divizion 2003.
Note:
Tre punti a vittoria, uno a pareggio, zero a sconfitta.
La Dinamo San Pietroburgo nel corso del girone di ritorno perse dieci partite (durante le quali aveva totalizzato 19 punti sul campo) per 3-0 a tavolino per aver schierato due giocatori bielorussi ed un moldavo non tesserabili.
Il Metallurg Krasnojarsk ha scontato 24 punti di penalizzazione per non aver pagato il trasferimento di quattro calciatori (6 punti di penalizzazione per giocatore).

## Risultati
|                         | Rub  | Čer  | Tom  | Kub  | Amk  | SpN  | Chi  | LaT  | LoČ  | Kri  | GaG  | SKĖ  | Fak  | Nef  | VoG  | DSP  | SKR  | MeK  |
| ----------------------- | ---- | ---- | ---- | ---- | ---- | ---- | ---- | ---- | ---- | ---- | ---- | ---- | ---- | ---- | ---- | ---- | ---- | ---- |
| Rubin Kazan'            | –––– | 2-0  | 1-0  | 1-1  | 1-0  | 2-0  | 2-0  | 2-1  | 4-0  | 2-0  | 1-0  | 2-0  | 2-0  | 2-0  | 2-0  | 1-2  | 3-0  | 5-0  |
| Černomorec Novorossijsk | 3-1  | –––– | 0-0  | 2-0  | 1-0  | 3-1  | 1-0  | 1-0  | 3-1  | 3-2  | 1-0  | 1-0  | 2-2  | 3-1  | 2-0  | 5-1  | 1-0  | 6-0  |
| Tom' Tomsk              | 1-0  | 2-0  | –––– | 3-0  | 2-1  | 0-0  | 0-1  | 2-0  | 4-1  | 3-1  | 1-1  | 3-0  | 2-0  | 5-0  | 2-0  | 3-0  | 2-1  | 2-1  |
| Kuban'                  | 0-1  | 1-1  | 1-1  | –––– | 2-0  | 1-1  | 0-1  | 3-1  | 1-0  | 0-0  | 3-0  | 4-1  | 2-1  | 1-0  | 1-0  | 3-0  | 4-0  | 4-1  |
| Amkar Perm'             | 3-0  | 1-1  | 1-0  | 2-1  | –––– | 4-0  | 0-0  | 0-0  | 1-1  | 1-2  | 2-1  | 2-1  | 1-1  | 1-0  | 5-2  | 3-0  | 2-1  | 2-0  |
| Spartak Nal'čik         | 0-0  | 0-2  | 0-0  | 2-1  | 1-0  | –––– | 2-0  | 1-0  | 2-2  | 2-1  | 2-0  | 1-0  | 0-0  | 2-0  | 2-0  | 0-0  | 3-0  | 4-1  |
| Chimki                  | 0-0  | 1-2  | 0-0  | 3-1  | 1-1  | 2-2  | –––– | 1-2  | 0-1  | 1-1  | 1-1  | 1-0  | 0-0  | 3-1  | 3-1  | 0-0  | 1-0  | 2-0  |
| Lada Togliatti          | 0-2  | 1-4  | 0-0  | 1-1  | 1-1  | 3-2  | 2-0  | –––– | 1-0  | 1-0  | 1-1  | 0-0  | 4-0  | 2-3  | 0-0  | 3-0  | 2-1  | 11-1 |
| Lokomotiv Čita          | 1-0  | 0-1  | 4-2  | 2-1  | 1-2  | 2-0  | 1-0  | 0-2  | –––– | 1-1  | 2-1  | 2-0  | 2-2  | 0-1  | 2-1  | 3-0  | 2-1  | 0-1  |
| Kristall Smolensk       | 0-3  | 2-2  | 3-2  | 1-0  | 3-1  | 1-0  | 2-1  | 2-1  | 0-0  | –––– | 1-1  | 1-2  | 3-0  | 1-0  | 1-0  | 2-3  | 2-3  | 1-0  |
| Gazovik-Gazprom         | 0-0  | 2-1  | 1-0  | 1-1  | 1-0  | 1-0  | 0-0  | 1-1  | 1-1  | 1-0  | –––– | 0-0  | 0-1  | 0-0  | 2-2  | 1-1  | 2-1  | 5-0  |
| SKA-Ėnergija            | 0-0  | 1-1  | 0-0  | 0-0  | 0-0  | 2-2  | 1-2  | 1-1  | 3-0  | 1-1  | 1-0  | –––– | 3-1  | 3-0  | 2-0  | 1-1  | 2-0  | 2-0  |
| Fakel-Voronež           | 0-2  | 0-1  | 2-1  | 0-1  | 2-0  | 0-0  | 1-2  | 1-1  | 1-1  | 0-0  | 2-0  | 0-0  | –––– | 5-2  | 3-0  | 0-3  | 0-1  | 2-0  |
| Neftechimik             | 0-1  | 1-1  | 0-2  | 0-0  | 3-0  | 0-2  | 0-3  | 1-4  | 0-1  | 1-0  | 1-2  | 1-0  | 2-1  | –––– | 4-0  | 0-0  | 4-1  | 3-1  |
| Volgar'-Gazprom         | 1-1  | 2-2  | 1-1  | 2-1  | 0-2  | 1-0  | 0-1  | 2-1  | 3-0  | 2-0  | 2-0  | 1-0  | 1-2  | 2-1  | –––– | 1-1  | 2-1  | 5-2  |
| Dinamo San Pietroburgo  | 1-0  | 2-0  | 1-3  | 0-1  | 0-0  | 0-3  | 0-3  | 0-3  | 2-0  | 1-0  | 0-3  | 4-1  | 1-2  | 0-3  | 2-0  | –––– | 2-2  | 0-3  |
| SKA Rostov              | 0-4  | 1-1  | 0-0  | 1-2  | 0-4  | 1-1  | 2-1  | 1-1  | 2-2  | 3-4  | 0-2  | 3-4  | 2-0  | 0-0  | 1-0  | 3-0  | –––– | 3-1  |
| Metallurg Krasnojarsk   | 0-1  | 1-1  | 1-2  | 0-1  | 1-4  | 0-4  | 0-3  | 0-2  | 2-2  | 1-0  | 2-2  | 2-3  | 0-2  | 0-1  | 1-0  | 0-0  | 1-2  | –––– |

## Statistiche

### Classifica marcatori
| Gol |  |  | Giocatore            | Squadra                 |
| --- |  |  | -------------------- | ----------------------- |
| 20  |  |  | Davit Chaladze       | Rubin                   |
| 20  |  |  | Vjačeslav Kamol'cev  | Černomorec Novorossijsk |
| 15  |  |  | Stanislav Lebedincev | SKA Rostov              |
| 14  |  |  | Viktor Karpenko      | Lokomotiv Čita          |
| 13  |  |  | Konstantin Paramonov | Amkar Perm'             |
| 12  |  |  | Roman Wzdenov        | Spartak Nal'čik         |
| 12  |  |  | Ėduard Zacepin       | Volgar'-Gazprom         |